# Дишлевич Людмила Інокентіївна
Людмила Інокентіївна Дишлевич (16 квітня 1943, село Ваєгі, тепер Анадирського району Чукотського автономного округу, Російська Федерація) — радянська діячка, директор середньої школи села Ваєгі Анадирського району Чукотського автономного округу Магаданської області. Член ЦК КПРС у 1990—1991 роках.

## Життєпис
З 1960 року працювала нянею дитячого садка в Чукотському автономному окрузі.
У 1966 році закінчила Магаданський державний педагогічний інститут.
У 1966—1970 роках — вихователька, вчителька середньої школи-інтернату села Марково Анадирського району Чукотського автономного округу.
У 1970—1975 роках — вчителька восьмирічної школи села Ваєгі Анадирського району Чукотського автономного округу.
У 1975—1978 роках — методист агіткультбригади радгоспу Анадирського району.
У 1978—1989 роках — вчителька, завідувач навчальної частини середньої школи села Ваєгі Анадирського району.
Член КПРС з 1984 року.
З 1989 року — директор середньої загальноосвітньої школи села Ваєгі Анадирського району Чукотського автономного округу Магаданської області.